# Alan Noble
Alan Henry Noble (født 9. februar 1885 i Loughborough, død 30. november 1952 i Chatswood, Australien) var en engelsk hockeyspiller, som deltog i OL 1908 i London.
Noble spillede for flere klubber i Lancashire som venstre halfback og spillede seks landskampe for England, alle i 1908. Ved OL 1908 stillede Storbritannien med fire hold, og Noble spillede for England, som først besejrede Frankrig 10-1, derpå i semifinalen Skotland 6-1 og i finalen Irland 8-1.
Noble var søn af en bankdirektør og fulgte i sin fars fodspor som bankmand. Han emigrerede senere til Australien, hvor han arbejdede i Union Bank of Australia.